# Beleg van Constantinopel (626)

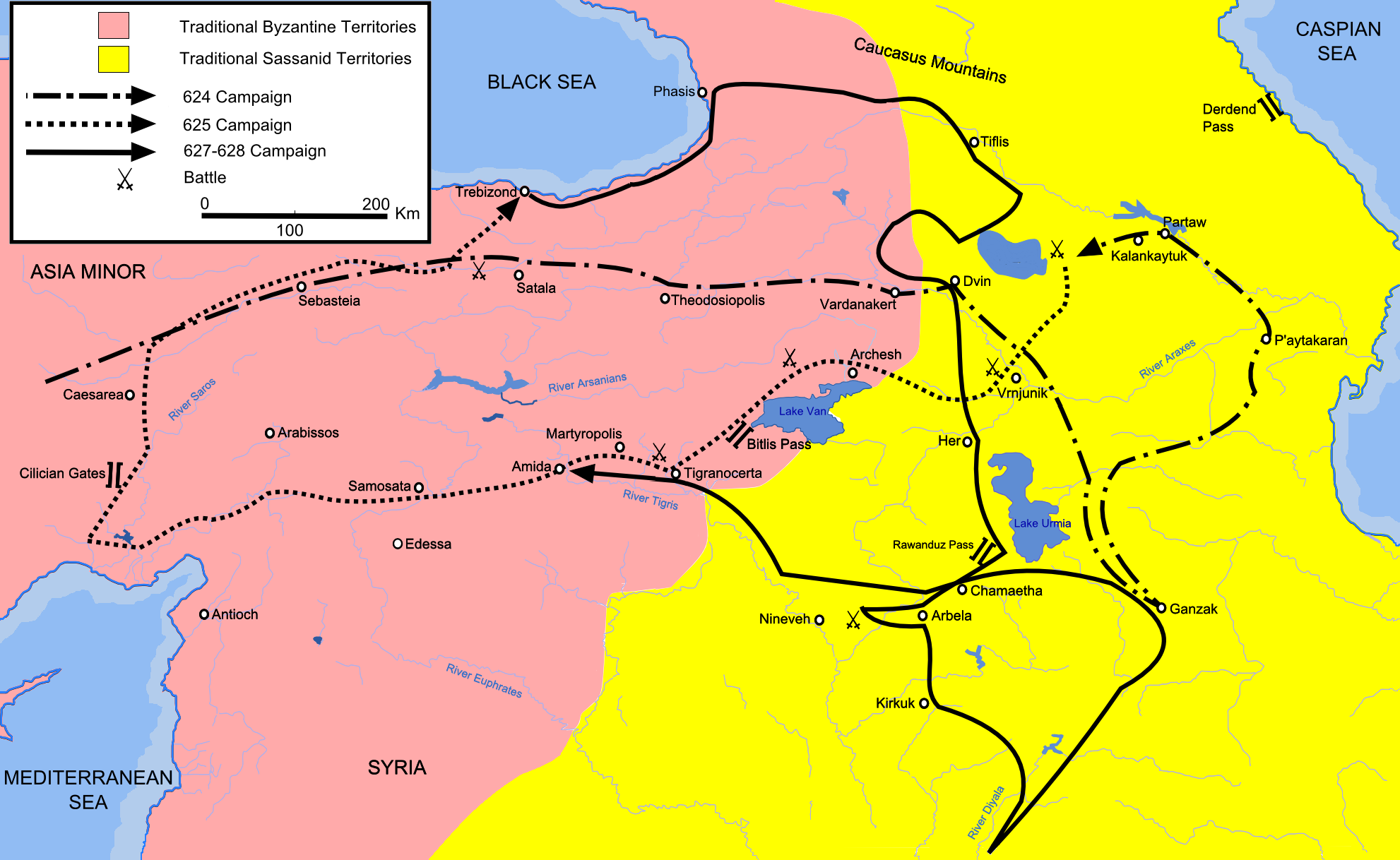
Byzantijns-Sassanidische campagnes 624-628

Het Beleg van Constantinopel (626) was een belegering van de hoofdstad van het Byzantijnse Rijk door de Sassaniden in het oosten (Anatolië) en een alliantie van Avaren en Slaven in het westen (Balkan). Het mislukken van het beleg redde het Byzantijnse Rijk van de ineenstorting en de overwinningen die in 627 werden behaald, stelde Byzantium in staat zijn territorium terug te winnen en een eind te maken aan de Romeins-Perzische oorlogen.

## Achtergrond
Na het verlies van Egypte in 619 was keizer Herakleios gedwongen vrede te sluiten met de Sassaniden en de Avaren te sussen met het betalen van tribuut. In de jaren die volgden, kreeg Herakleios de tijd zijn land en zijn leger te hervormen. In 622 was hij klaar voor een tegenoffensief en heroverde Anatolië. In 624 stoomde hij door richting Kaukasus en overwinterde in Kaukasisch Albanië in 625.
Koning Khusro II van de Sassaniden liet het hier niet bij en stuurde zijn drie bekwaamste generaals Shahrbaraz, Shahin, en Shahraplakan op hem af. Patriarch Sergius I samen met patrikios Bonus verdedigden de hoofdstad, zijn broer Theodoros rekende af met Shahin en Herakleios zelf nam de twee andere generaals voor zijn rekening. Shahrbaraz kreeg de opdracht om contact te maken met de Avaren, en gezamenlijk Constantinopel aan te vallen. De Avaren vanuit Europese kant (Balkan) en de Sassaniden vanuit Anatolië.

## Beleg
De Byzantijnse vloot had de controle over de Bosporus (zeestraat), zodat beide aanvallers geen contact hadden met elkaar. Het beleg begon op 29 juni 626. Gedurende een maand bombardeerden de Avaren, de Muren van Constantinopel, zonder succes. Op 7 augustus werd de Perzische vloot tot zinken gebracht, volgens overleveringen, dankzij de steun van de Heilige Maria. De Avaren probeerden nog de muren van de Gouden Hoorn te omzeilen, tevergeefs. Bij het horen van de dood van generaal Shahin, trokken de Avaren zich terug. De Perzen waren nu gedwongen het beleg te staken.

## Gevolg
De ongepaste reactie van sjah Khusro op het verlies van de oorlog en het verlies van zijn generaal Shahin zorgde ervoor dat de twee andere generaals hem lieten vallen. Er brak een burgeroorlog uit in het Sassanidische Rijk, de volgende Sassanidische sjahs hadden geen controle meer over het land. Beide rijken waren totaal uitgeput door de jaren van interne en externe oorlogen. Een nieuwe macht verscheen aan de horizon, het Arabische Rijk.